# Гипогликемия
Гипогликеми́я (от др.-греч. ὑπό — снизу, под + γλυκύς — сладкий + αἷμα — кровь) — патологическое состояние, характеризующееся снижением концентрации глюкозы в крови ниже 3,9 ммоль/л, периферической крови ниже нормы (3,3 ммоль/л), вследствие чего возникает гипогликемический синдром.

## Этиология
- обезвоживание;
- лечение сахарного диабета инсулином, пероральными сахароснижающими препаратами при передозировке;
- преднамеренная передозировка инсулина либо пероральных сахароснижающих препаратов с целью вызвать симптомы заболевания;
- недостаточный или поздний приём пищи;
- чрезмерная физическая нагрузка;
- злоупотребление алкоголем;
- критическая недостаточность органов: почечная, печёночная или сердечная, сепсис, истощение;
- гормональная недостаточность: кортизол, гормон роста или они оба, глюкагон + адреналин;
- опухоль (инсулинома) или врождённые аномалии — 5-клеточная гиперсекреция, аутоиммунная гипогликемия, 7-эктопическая секреция инсулина;
- гипогликемии у новорожденных и детей.

## Патогенез
Механизм развития гипогликемии может значительно отличаться в зависимости от этиологии. Так, например, при употреблении этанола наблюдается следующая картина.
Метаболизм этанола в печени катализируется алкогольдегидрогеназой. Кофактором этого фермента служит никотинамидадениндинуклеотид (НАД) — вещество, необходимое для глюконеогенеза. Приём этанола приводит к быстрому расходованию НАД и резкому торможению глюконеогенеза в печени. Поэтому алкогольная гипогликемия возникает при истощении запасов гликогена, когда для поддержания нормогликемии особенно необходим глюконеогенез. Такая ситуация наиболее вероятна при недостаточном питании. Чаще всего алкогольная гипогликемия наблюдается у истощённых больных алкоголизмом, но бывает и у здоровых людей после эпизодических приёмов большого количества алкоголя или даже небольшой дозы алкоголя, но натощак. Необходимо подчеркнуть, что алкоголь снижает концентрацию глюкозы в плазме больных с нормальной функцией печени. Особенно чувствительны к алкоголю дети.

## Проявление в спорте и голодании
При занятиях физическими нагрузками человек увеличивает потребление сахаров из своей крови, жиров и гликогенов. При этом выходя из образа жизни с низкими нагрузками, человек может сохранять привычный образ питания.
Также при совмещении ограниченного питания или голодания с физическими нагрузками очень легко истратить запасы сахара крови.
Энергетическое голодание клеток филогенетически более древних отделов мозга, таких как продолговатый мозг, верхние отделы спинного мозга, может приводить к тоническим и клоническим судорогам, гиперкинезам, возможно угнетение сухожильных и брюшных рефлексов, анизокория, нистагм.

## Клинические проявления

### Вегетативные
Адренергические
- Возбуждение и повышенная агрессивность, беспокойство, тревога, страх[6]
- Избыточная потливость
- Аритмии (тахиаритмия)
- Тремор (мышечная дрожь), мышечный гипертонус
- Мидриаз (расширение зрачка)
- Бледность кожных покровов
- Гипертензия (повышение артериального давления)

Парасимпатические
- Чувство голода
- Тошнота, рвота
- Общая слабость

### Нейрогликопенические
- Снижение способности к концентрации внимания
- Дезориентация
- Головная боль, головокружение
- Парестезии
- Нарушение координации движений
- Расстройства зрения: диплопия («двоение» в глазах)
- Очаговая неврологическая симптоматика (гемиплегия, афазия)
- Примитивные автоматизмы (гримасы, растормаживание хватательного рефлекса)
- Неадекватное поведение
- Амнезия
- Очаговые неврологические расстройства
- Эпилептиформные припадки
- Сонливость → нарушение сознания → обморок → кома
- Расстройство дыхания и кровообращения (центрального генеза)

## Первая помощь и лечение
В случае лёгкой гипогликемии (содержание глюкозы в крови 50—60 мг/дл (2,7—3,3 ммоль/л)), вполне достаточно 12—15 г простого углевода, идеальный вариант моносахарид — декстроза (d-глюкоза), которая не требует времени на пищеварение и всасывается в кровь сразу в ротовой полости, или 120 г несладкого фруктового сока или недиетического безалкогольного напитка. При более ярко выраженных симптомах гипогликемии следует быстро принять 12—15—20 г простого углевода и позже 15—20 г сложного, такого как тонкое сухое печенье или хлеб. Оптимальным методом купирования гипогликемии является следующий алгоритм: при симптомах гипогликемии измерить сахар крови и подтвердить наличие гипогликемии, принять 12—15 грамм быстрых углеводов, через 15 минут вновь проконтролировать сахар крови, и, если он ниже целевых значений, то снова принять 12—15 грамм быстрых углеводов и опять через 15 минут проконтролировать сахар крови. Алгоритм повторяется до полной нормализации сахара крови.
Больным, которые находятся без сознания, никогда не следует давать жидкости и другие продукты питания, так как это может привести к нежелательным последствиям, таким как асфиксия. В качестве первой помощи в подобных ситуациях нужно ввести внутримышечно 1 мг глюкагона. Глюкагон, благодаря его воздействию на печень, опосредованно вызывает повышение содержания глюкозы в крови. В условиях стационара внутривенное введение 40 % глюкозы более доступно, чем глюкагона, и в результате приводит к быстрому возвращению сознания. Аналоги глюкагона: дасиглюкагон.
Инструкция по применению таблеток и гелей, содержащих декстрозу (d-глюкоза), и глюкагона должна быть существенной частью подготовки лиц, проживающих с больными диабетом, получающими инсулин. Следует проинструктировать больных и членов семьи, чтобы они не допускали передозировки глюкозы при лечении гипогликемии, особенно лёгкой. Передозировка ведёт к последующей гипергликемии, поэтому применение таблеток с декстрозой более рационально, так как можно принять минимально необходимое количество быстроусвояемых углеводов. Больных также следует проинструктировать, как проводить тесты на содержание глюкозы в крови, когда это возможно, если имеют место симптомы, свойственные гипогликемии. Если такое тестирование невозможно, то лучше всего сначала начать лечение. Больных, находящихся на лечении, следует проинструктировать, чтобы они проверяли содержание глюкозы в крови перед тем, как вести машину.

## Классификация
1. лёгкая гипогликемия — когда человек в сознании и может самостоятельно купировать гипогликемию.
2. тяжёлая гипогликемия — когда человек в сознании, но для купирования гипогликемии требуется помощь посторонних
3. гипогликемическая кома — потеря сознания при гипогликемии

Симптоматическая гипогликемия — симптомы гипогликемии при нормальном или повышенном сахаре крови. Возникает при резком снижении сахара крови с высоких значений до нормальных. Такое состояние угрожает жизни человека и требует лечения. Именно поэтому важно контролировать уровень гликемии перед купированием гипогликемии.